# Villanueva de la Jara
Villanueva de la Jara es un municipio y localidad española de la provincia de Cuenca, en la comunidad autónoma de Castilla-La Mancha. Pertenece a la comarca de la Manchuela. Bordea la localidad el río Valdemembra. Además del núcleo principal comprende también los núcleos de Casas de Santa Cruz (109 hab.) y Ribera de San Benito (2 hab.). Es conocida por el cultivo del champiñón, que es la principal actividad económica de la localidad, así como distintos hongos comestibles.

## Geografía
Integrado en la comarca de la Manchuela Conquense, se sitúa a 84 km de la capital provincial. El término municipal está atravesado por la carretera nacional N-310 (Manzanares-Villanueva de la Jara) y por las carreteras autonómicas CM-220 (antigua N-320), que une Cuenca con Albacete, CM-311, que se dirige hacia Iniesta, y CM-3122, que permite la comunicación con Casasimarro. 
El relieve del municipio es predominantemente llano, aunque aparecen salpicados varios cerros. El río Valdemembra cruza el territorio de norte a sur. Por el oeste, un saliente del territorio llega a contactar con el río Júcar. La altitud oscila entre los 825 m al noroeste (Boquerón de la Hoya) y los 690 m a orillas del río Júcar. El pueblo se alza a 769 m sobre el nivel del mar. 
| Noroeste: Pozorrubielos de la Mancha | Norte: Pozorrubielos de la Mancha y El Peral | Noreste: El Peral                      |
| Oeste: El Picazo                     |                                              | Este: El Peral y Villagarcía del Llano |
| Suroeste: Casasimarro                | Sur: Quintanar del Rey                       | Sureste: Villagarcía del Llano         |

### Clima
Villanueva de la Jara se encuentra aproximadamente a unos 800 m de altitud sobre el nivel del mar y a unos 160 km del mismo, por lo tanto tiene un clima mediterráneo-continentalizado con temperaturas extremas según la estación del año. Los veranos son calurosos y a menudo las temperaturas pueden llegar a superar los 30 °C. Por otro lado en invierno las temperaturas bajan a unos 5 °C y por las noches cuando el cielo está despejado se producen heladas y no son raras temperaturas de -6, -7 y hasta -10 °C en alguna ocasión. Las precipitaciones no son muy abundantes (La precipitación media anual es de 500 mm aproximadamente) siendo prácticamente inexistentes en verano y algo más copiosas durante el resto del año, es posible que nieve entre diciembre y febrero, hay lluvias regulares en primavera y otoño, y en verano no son raras fuertes tormentas a finales de agosto y durante septiembre.

### Paisaje
El paisaje de Villanueva de la Jara es el típico que se puede encontrar en la Manchuela; es un terreno llano con suaves elevaciones, atravesado por el valle del río Valdemembra. La agricultura domina en el paisaje destaca sobre todo la llanura cerealista y los viñedos, también destaca la presencia, aunque en menor medida que los anteriores, de los olivares, cultivos de almendros y nogales. En las vegas de los ríos hay huertas y regadíos. Las zonas de monte generalmente restringidas a los terrenos de elevada pendiente o de suelo no apto para la agricultura, distribuyéndose por todo el término municipal en manchas de diferentes formas y tamaños. De esta manera se configura un paisaje heterogéneo donde se combinan campos de cultivos alternados con las manchas de monte y con la influencia del valle del Valdemembra da lugar a un paisaje muy rico en cuanto a la biodiversidad típica de la zona.

### Flora
Entre los cultivos encontramos manchas de vegetación natural, las más extensas son los pinares de pino piñonero y pino rodeno, también hay montes mixtos de pinos y encinas. Los matorrales están compuestos por vegetación típica mediterránea como carrascas, coscojas, enebros, sabinas, aliagas, torvisco, retamas, romero, tomillo, etc. En los márgenes del río crecen olmos, chopos, fresnos, álamos, zarzas y cañas.

### Fauna
Este tipo de hábitats en principio favorecen a especies de caza menor como los conejos, las liebres y las perdices. La paloma torcaz se puede encontrar todo el año en los pinares de la Jara. 
Merece la pena hablar de las aves esteparias que habitan en el llano como las perdices, codornices, alcaravanes (llamados chorlitos), los sisones y las avutardas. El hábitat de estas especies está siendo degradado muy rápidamente y las poblaciones de estas aves están en serio riesgo de desaparición, sobre todo las de sisón; avutarda y alcaraván. 
Los cernícalos primilla y común, el ratonero, el gavilán, el azor, el halcón peregrino, el águila calzada, el aguilucho cenizo y lagunero, el búho real, el búho chico, el mochuelo y la lechuza son las principales rapaces que se pueden ver aunque ocasionalmente aparece algún buitre leonado sobrevolando la zona. 
En el río, viven entre la maleza garzas, ánades reales, fochas y gallinetas de agua. Ocasionalmente las grullas de paso paran a descansar.
El conejo que es muy abundante y la liebre son los mamíferos más representativos del lugar. Otros mamíferos que habitan el lugar serían: los erizos, varios tipos de roedores (ratones, topillos, musarañas) y en cuanto a carnívoros encontramos comadrejas, hurones, zorros y tejones. De vez en cuando aparece algún jabalí.

## Historia

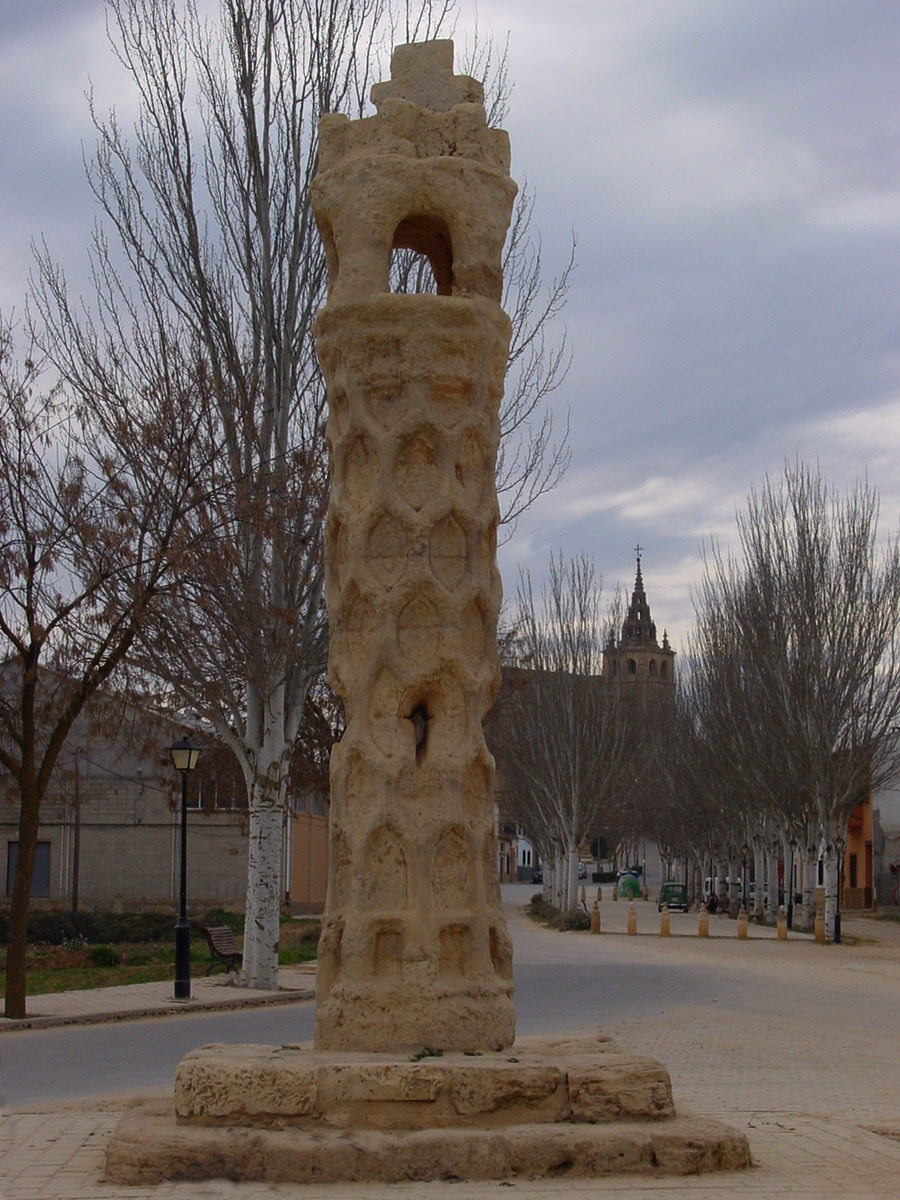
Rollo de justicia

### Antigüedad
Los primeros restos que se conocen de vida en Villanueva de la Jara fueron encontrados en el Cerro del Cuco. Dichos restos datan de la Edad del Bronce. Actualmente se encuentran expuestos en el museo provincial en Cuenca.
En la época romana, la localidad está bajo la influencia del triángulo formado por las villas de Tarazona, Tresjuncos y Valeria. Tras ello, el esfuerzo por el dominio del territorio hace que se asienten junto al río Valdemembra almohades, moriscos y más tarde cristianos, fruto de una repoblación que en esta zona comienza a mediados del siglo XII.

### Medievo y época moderna
Tras el dominio árabe el rey de Castilla, Alfonso VIII, reconquista la ciudad de Cuenca en 1177, también se reconquistaron las villas de Alarcón en 1184 e Iniesta en 1186 estableciéndose el Fuero de Cuenca para favorecer la repoblación de este territorio. Durante esta época, unos vecinos de Alarcón viajaron 4 leguas hacia el sur fundando el pueblo, al principio como aldea dependiente de Alarcón y regido bajo la jurisdicción del Señorío de Villena y de la Corona de Castilla.
El municipio posee el título de Villa desde el 8 de julio de 1476, ganándose la independencia de Alarcón debido al apoyo prestado a la reina Isabel la Católica durante la Guerra de Sucesión Castellana, en la que Diego López Pacheco, Marqués de Villena y señor de Alarcón, luchó a favor de la otra candidata al trono de Castilla, Juana la Beltraneja. Al principio su término municipal limitaba con los términos de Alarcón, Iniesta y Jorquera e integraba pueblos como: Quintanar del Rey, Tarazona de la Mancha, Casasimarro, Villagarcía del Llano, Madrigueras o Villalgordo de Júcar.
En la Guerra de Sucesión las tropas del archiduque Carlos tomaron la villa, la saquearon y la incendiaron.

### SigloXIX
Villanueva de la Jara tuvo a partir del siglo XIX una importancia significativa que se vio reflejada en la construcción de un Colegio de Latinidad (el primero en la provincia de Cuenca).

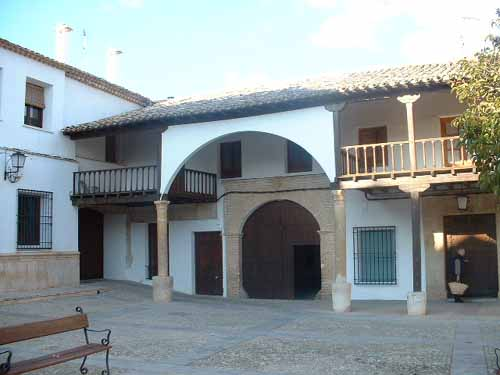
Posada Massó

### SigloXX
En la guerra civil española fue una de las bases del Ejército Leal Republicano y de las Brigadas Internacionales. En Villanueva de la Jara estuvieron George Orwell, Willy Brandt y Josip Broz Tito entre muchos otros, dentro de las Brigadas Internacionales, la Comitern y la Brigada Lincoln. En las afueras de la localidad se encuentran unos búnkeres de lo que fue aeródromo en tiempo de guerra. 
Tras una época de gran importancia durante los años de la posguerra mucha gente tuvo que emigrar de Villanueva de la Jara debido a la sobra de mano de obra en el campo. Muchos jareños viven hoy en día en Barcelona, Valencia o Madrid.

### SigloXXI

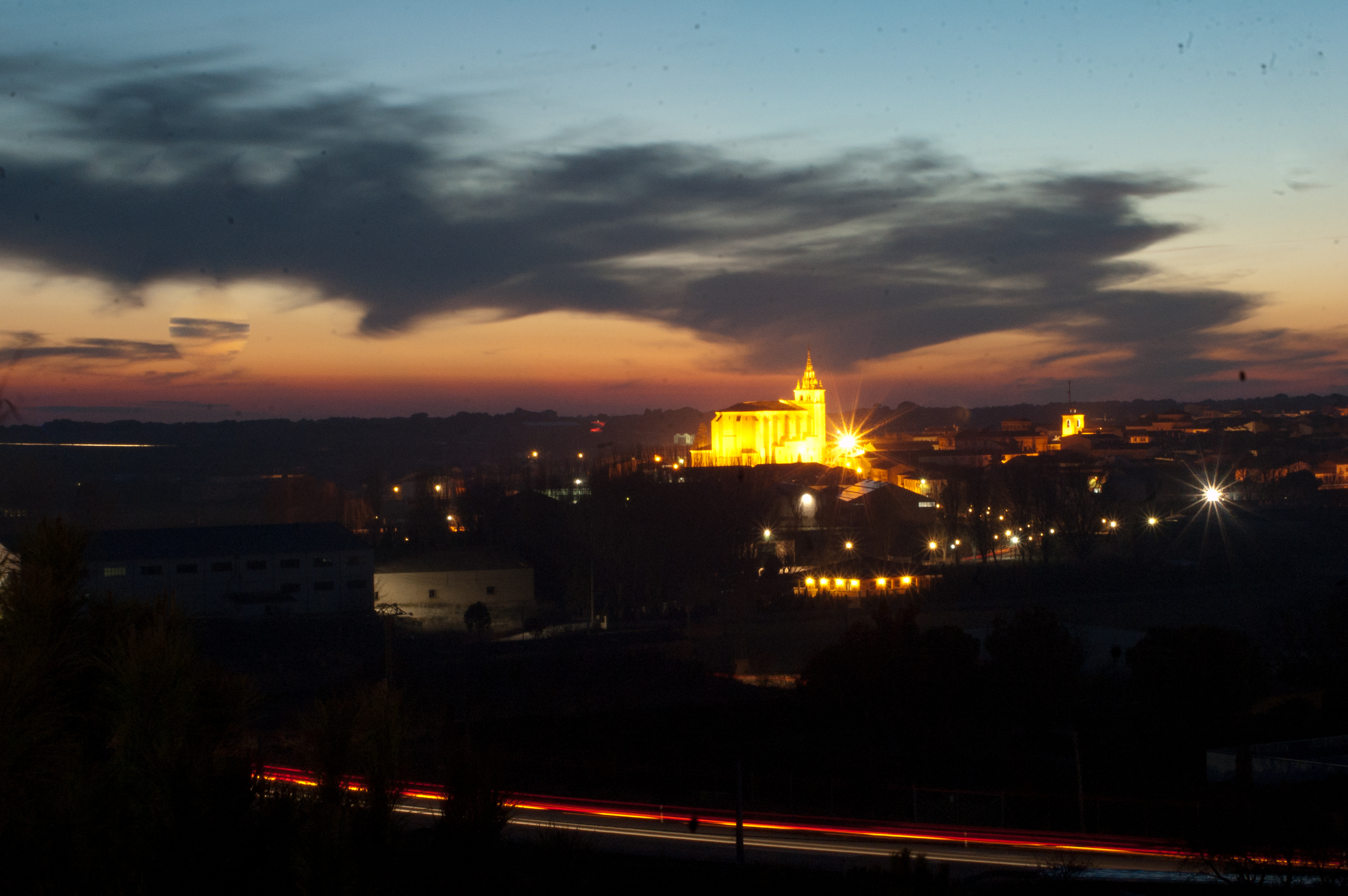
Villanueva de la Jara de noche

A partir de 2000 empezaron a llegar inmigrantes de Sudamérica y Europa del Este para trabajar, principalmente, en el champiñón.
En 2005, Villanueva de la Jara protagonizó diversas manifestaciones a favor de un Instituto de Educación Secundaria en la localidad. Tras varias negociaciones entre la Plataforma Jareña por la Educación, compuestas por padres y madres de niños de la localidad, y la Junta de Comunidades de Castilla-La Mancha no se consiguió un Instituto de Educación Secundaria propio, que se construyó en el municipio limítrofe de Casasimarro. Villanueva de la Jara está hermanada con la localidad riojana de Pradejón desde 2018.

## Demografía
Villanueva de la Jara cuenta con una población de 2340 habitantes (INE 2024).
| Gráfica de evolución demográfica de Villanueva de la Jara entre 1842 y 2021                                         |
| |
| Población de derecho según los censos de población del INE Población de hecho según los censos de población del INE |

Desde 1897 Villanueva de la Jara empezó a crecer demográficamente hasta alcanzar los 3600 habitantes aproximadamente en 1950. Es a partir de ahí, la progresiva mecanización del campo y la exclusiva dependencia de este sector, cuando se produce un fuerte éxodo hacia las zonas urbanas (Valencia, Madrid, Barcelona...) y que reduce la población a 2500 habitantes. Desde entonces y debido a la llegada de inmigrantes a la localidad la cifra es estable. Actualmente viven en Villanueva de la Jara unos 300 inmigrantes de distintas nacionalidades (ecuatorianos, rumanos, marroquíes,...), siendo la comunidad rumana la de mayor población.

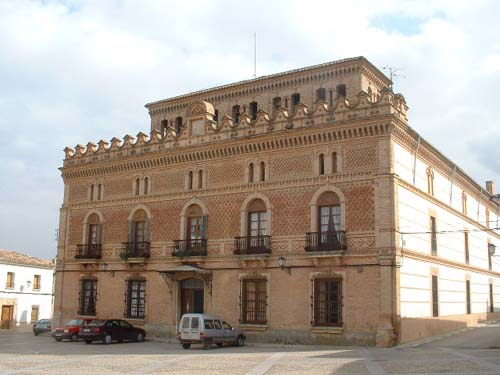
Villa Enriqueta

## Comunicaciones
Villanueva de la Jara está bien comunicada ya que pasa por la localidad la N-320 que va desde Cuenca hasta Albacete y la N-310 que va desde Villanueva de la Jara hasta Manzanares, y está a 13 kilómetros de la A-3. Por su término municipal también pasa el AVE Madrid-Cuenca-Albacete-Levante.

## Economía

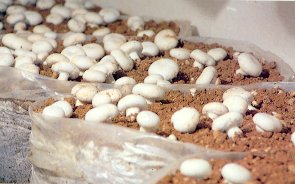
Cultivo del champiñón

### Hongos
Villanueva de la Jara mayoritariamente basa su economía en el sector del cultivo de hongos, especialmente champiñón y setas. Villanueva de la Jara fue pionera en toda España siendo la primera localidad que cultivó champiñón profesionalmente en los años 60. Al principio se utilizaron cuevas en todo el valle del Valdemembra, horadadas a pico y pala para más tarde tecnificar el cultivo en locales llamados sótanos.
El cultivo tradicional basado en basura de caballo ha caído en desuso en detrimento de compost elaborado a base de paja de cebada, maíz, guano de ave, sarmientos de viña y otros materiales naturales.
En Villanueva de la Jara se cultivan distintos tipos de hongo, como la Seta de Chopo (Agrocybe aegerita), diversos tipos de Pleurotus (P. ostreatus, P. colombinus, P. eringii, P. pulmonarius, P. cornucopiae), Champiñón (Agaricus bisporus, A. bitorquis, A. portobello) así como de manera experimental hay algún cultivo de Shii-take y Reishi. También en época de otoño se recogen níscalos y pie azul silvestres.
Existen varias fábricas que se encargan de comercializar el champiñón y las setas y exportarlas al resto de España. Actualmente el sector atraviesa una profunda crisis.

### Agricultura y ganadería
La agricultura y ganadería también tienen gran peso en la economía local, con cultivo de cereales, viña, almendros, olivos y hortalizas (tomates, patatas, habas...). También hay numerosas explotaciones ovinas y caprinas.

### Turismo rural
El turismo rural es una nueva actividad que parece despegar debido al gran interés monumental que tiene esta localidad.

## Administración y política

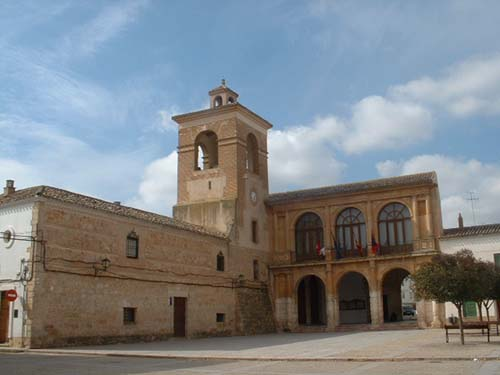
Casa consistorial

| Periodo   | Nombre                        | Partido |
| --------- | ----------------------------- | ------- |
| 1979-1983 | Joaquín Peraile Lara          | U.C.D.  |
| 1983-1987 | Joaquín Peraile Lara          | P.D.L.  |
| 1987-1991 | Gabriel Simarro Lara          | PSOE    |
| 1991-1995 | Gabriel Simarro Lara          | PSOE    |
| 1995-1999 | Joaquín Peraile Tinaut        | PP      |
| 1999-2003 | Joaquín Peraile Tinaut        | PP      |
| 2003-2007 | Joaquín Peraile Tinaut        | PP      |
| 2007-2011 | Juan Francisco García Peraile | PSOE    |
| 2011-2015 | Mercedes Herreras Fogarty     | PP      |
| 2015-2019 | Mercedes Herreras Fogarty     | PP      |
| 2019-2023 | Mercedes Herreras Fogarty     | PP      |

### Partidos políticos
- PSOE: 5 concejales
- PP: 5 concejales
- AEPVLJ: 1 concejal

## Patrimonio

### Plaza Mayor
Constituye el elemento central del pueblo. En uno de los lados se encuentra el Ayuntamiento, edificio renacentista del siglo XVI. El antiguo pósito, al lado del ayuntamiento y hoy centro médico, es del siglo XV o del siglo XVI. Destaca la torre del reloj de tres plantas. También se encuentra aquí la Posada Massó, de estilo renacentista, que constituye uno de los mejores exponentes de la típica posada castellana. En el otro extremo de la plaza se encuentra Villa Enriqueta, una casa palaciega del siglo XIX. El edificio, que según la inscripción de la fachada data de 1899 y es nombrado Villa Enriqueta, fue mandado construir por Jesús Casanova para su uso como vivienda propia. Y si en un principio fue palacio, luego pasó a ser hospital militar durante la guerra civil española y actualmente es propiedad de una familia cuyas viviendas se sitúan en torno a un patio central. Estilo artístico: esta es claramente historicista, muy al gusto de la época, mezclándose en ella elementos que recuerdan al Arte Mudéjar, ecos renacentistas e incluso modernistas, como refleja la ornamental utilización del hierro en la marquesina que cobija la puerta de entrada. Realizada en fábrica de ladrillo de dos colores colocados en su mayoría de forma decorativa creando motivos cruciformes, florales, etc., decorando el remate almenado sobre la cubierta del volumen inferior del edificio, los arcos de medio punto de los cinco balcones del primer piso y de las diez ventanillas pareadas del segundo. También de ladrillo, el volumen que remata el edificio, de planta rectangular a modo de torreón apaisado y cubierto a cuatro aguas, parece ser una especie de galería o pasillo cubierto cuyas paredes se encuentran horadadas por ventanas de arcos rebajados y arquillos menores de medio punto.

### Iglesia de la Asunción
Ostenta el título de Basílica y desde 1982 está declarada Monumento Histórico-Artístico. Esta iglesia se construyó con las piedras del antiguo castillo árabe de Villanueva allá por el siglo XV. El Altar Mayor posee un valioso retablo de tres cuerpos en madera dorada. De esta construcción resalta su carácter fortificado, más evidente en el perímetro amurallado de origen árabe y reconstruido como muro almenado en el siglo XVI. Compuesto por tres lienzos con torreones circulares, es todo lo que queda del Castillo de Villanueva.

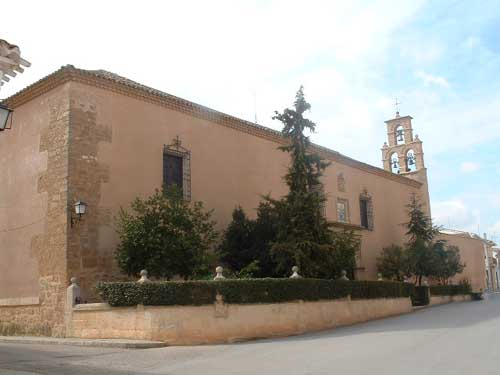
Convento de las Carmelitas Descalzas

### Convento de las Carmelitas
Fue fundado por Santa Teresa de Jesús en 1580. Está compuesto por iglesia, convento y claustro. Es un edificio aislado que forma una manzana entera y rodeado de muros. En su interior destacan las pinturas del siglo XVII del retablo y una magnífica techumbre de madera de estilo mudéjar que cubre el presbiterio formando una estrella de 32 puntas. También destaca el sepulcro de la venerable Ana de San Agustín, a cuyo cargo quedó el convento una vez que santa Teresa abandonó Villanueva de la Jara. 
La localidad forma parte de las Huellas de Santa Teresa, ruta de peregrinación, turística, cultural y patrimonial que reúne las diecisiete ciudades donde santa Teresa de Jesús dejó su huella en forma de fundaciones. La ruta no tiene un orden establecido o un tiempo limitado ya que cada peregrino o visitante puede realizarla cómo y en el tiempo que desee.

### Iglesia del Carmen
Antiguamente fue un convento de Frailes Carmelitas, que guarda la imagen de la Virgen de las Nieves, patrona de los católicos jareños: una figura gótica sentada en una silla sin brazos con un pomo en la mano derecha y sosteniendo en su izquierda a su Niño. El edificio es de una sala nave con planta de cruz latina y cúpula de media naranja. En una de las capillas (no se ha podido localizar) fue sepultada la ermitaña Catalina de Cardona.

### Rollo de justicia
Simbolizaba visualmente ante propios y extraños la prerrogativa de la villa de administrar justicia al tiempo que mostraba su rango de «señorío», con lo que ello suponía de exenciones fiscales y autonomía jurisdiccional. Más alto y suntuario que la picota, en la que se exponía a los reos al escarnio público, a veces cumplía las dos funciones. Esta de La Jara es un rollo cilíndrico de unos tres metros y medio, asentada sobre una base de tres escalones y rematada por cuatro huecos.

### Otros monumentos
- Casa de la Música
- Ermita de San Antón
- Lavaderos del río Valdemembra
- Casas señoriales

## Cultura

### Fiestas

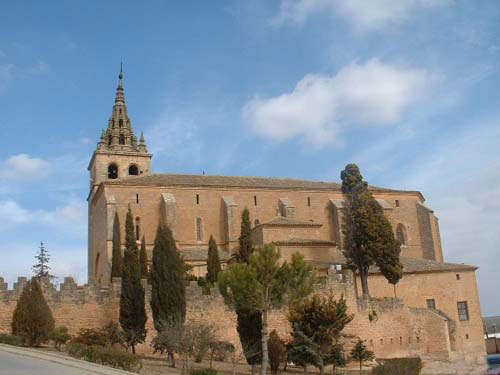
Basílica de la Asunción

- Reyes Magos. 5 de enero. Se hace una cabalgata desde la calle Santa Ana hasta la iglesia parroquial. Una vez allí, se reparten regalos a los niños.
- San Antón. Es el 17 de enero. El día de la víspera los quintos hacen una hoguera junto a la ermita de San Antón y al día siguiente hacen una misa y procesión en la que los católicos bendicen a sus animales. Por la tarde se hace una subasta con productos que los vecinos del pueblo lleva a la ermita.
- Jueves Lardero. Se celebra el jueves anterior a carnavales. Es una fiesta con gran tradición entre el pueblo Jareño, donde todo el mundo se junta a comer en el campo.
- Carnaval. Se celebra dos fines de semana consecutivos. El primer sábado desfile de carrozas y comparsas, el primer domingo se celebra el desfile infantil, el segundo sábado por la noche se hace baile para dar los premios a las carrozas o comparsas ganadoras y el segundo domingo el tradicional entierro de la sardina.
- Semana Santa. Se celebra en marzo o abril. Tiene gran importancia para los católicos de la provincia de Cuenca.
- Día del Champiñón. Se celebra la segunda semana de mayo. Hay degustación de champiñón y setas.
- San Isidro Labrador; Día de los Agricultores. 15 de mayo.
- Corpus Christi. Se celebra un domingo de junio, a veces, de mayo y es el día en que los niños católicos hacen su primera comunión.
- Fiestas de Villanueva de la Jara. Villanueva de la Jara celebra sus fiestas el día 5 de agosto, celebrando y honrando a la VIRGEN DE LAS NIEVES. Las celebraciones suelen oscilar entre el 4 y el 8 o 9 de dicho mes, dependiendo del año. Las actividades que se desarrollan durante dichas fiestas incluyen diversos actos culturales, competiciones deportivas, verbenas, castillos hinchables infantiles, concursos gastronómicos, etc.
- Santa Teresa. 15 de octubre. Se celebra en Villanueva de la Jara desde que Santa Teresa de Jesús fundara un convento aquí en 1580. La noche del 14 de octubre la gente de La Jara hace hogueras y a partir de las 00:00 se tiran carretillas y petardos por toda la localidad.
- Nochevieja. Desde hace unos años, mucha gente del pueblo se reúne en la Plaza Mayor para despedir el año y dar la bienvenida al siguiente año. Cuando acaban las campanadas se tiran fuegos artificiales.

### Folclore
Cabe destacar el grupo de Jotas Virgen de las Nieves. Este grupo se compone de niños y jóvenes de la localidad. También es importante la Rondalla Santa Teresa, que interpreta canciones típicas de la localidad. Gracias a estos grupos se ha evitado la desaparición del folclore jareño.

### Gastronomía
- Almortas
- Ajo arriero
- Caldereta
- Gazpachos

### Deporte
- Atlético Jareño. Es el equipo de fútbol de la localidad. Cuenta con su propio campo de fútbol: el estadio Banderas. Juega en 1.ª división autonómica de Castilla-La Mancha en el grupo 1.
- Club Running Jara. Está compuesto por hombres y mujeres de la localidad de todas las edades. Se dedica principalmente al atletismo y a las carreras populares. De hecho ha organizado varias carreras populares en Villanueva de la Jara.
- Club Deportivo Elemental Jareño Vida Sana. Imparte clases de Kung-Fu y gimnasia de mantenimiento.
- Servicio Municipal de Deportes. Fue creado en octubre de 2007 por el Ayuntamiento de Villanueva de la Jara. Ofrece una amplia gama de actividades (tenis, fútbol, baloncesto y aeróbic, entre otras) para todo tipo de edades y ha tenido una buena acogida entre los vecinos de la localidad.
- BTT Jara Bikers. Es un club deportivo elemental de bicicleta de montaña. Creado en 2008 por Alfredo Palomares, Martín Culebras y Jesús Pardo. Actualmente lo componen 30 miembros (2011). Organizan la carrera anual de Villanueva de la Jara incluida en el circuito provincial de la Diputación de Cuenca desde el año 2009.